# Mikro Gids
 Mikro Gids  is een wekelijks verschijnende programmagids van de Nederlandse Katholieke Radio Omroep (KRO). Het blad bestaat sinds 1974. 
Mikro Gids is eenvoudig en klein uitgevoerd in zwart-wit en heeft een vierkant formaat. In de jaren voor 1974 verloor de KRO leden, daarom werd besloten naast de reguliere KRO gids, destijds Studio tegenwoordig KRO Magazine, de KRO Mikro Gids te lanceren waarmee het lidmaatschap goedkoper was dan bij Studio.
Het kleine formaat was niet nieuw omdat ook TrosKompas en de VPRO-gids dat formaat hadden. Deze omroepbladen waren wel in kleur uitgevoerd. 
Mikro Gids wordt geproduceerd door Bindinc, de uitgever van de omroepen KRO, AVROTROS en NCRV.

## Oplagecijfers
| Jaar | Betaalde gerichte oplage | Totaal verspreide oplage |       |
| ---- | ------------------------ | ------------------------ | ----- |
| 2004 | 472.471                  | 473.521                  | [ 2 ] |
| 2006 | 452.244                  | 452.357                  | [ 3 ] |
| 2007 | 450.296                  | 450.489                  | [ 4 ] |
| 2011 | 368.698                  | 375.728                  | [ 5 ] |
| 2012 | 338.406                  | 338.622                  | [ 6 ] |
| 2016 | 239.964                  |                          |       |
| 2017 | 219.445                  |                          |       |
| 2018 | 204.504                  |                          |       |
| 2022 | 146.844                  | 147.132                  |       |

Avrobode ·
Family7 Magazine ·
KRO Magazine · 
MAX Magazine · 
Mikro Gids · 
NCRV-gids · 
Televizier · 
Totaal TV · 
TrosKompas · 
TV Krant · 
TVFilm · 
VARAgids · 
Veronica Superguide · 
Visie · 
VPRO Gids